# 多賀神社 (熱海市)
多賀神社（たがじんじゃ）は、静岡県熱海市上多賀にある神社。

## 祭神
現在の祭神は次の2柱。下多賀地区の下多賀神社と同じである。
- 伊弉諾尊
- 伊弉册尊

## 歴史
創建年代は不明である。ただ延喜式の式内社「白浪之彌奈阿和命神社」に比定されていることから、少なくとも延喜年間（901年 - 923年）には既に存在していたものと推測される。
また境内では、古代の祭祀遺跡（上多賀宮脇遺跡）が見つかっており、延喜以前から何らかの形で「聖地」とされていたことが窺える。
当社では、鹿島神宮に由来を発する「鹿島踊り」が行われている。

## 境内

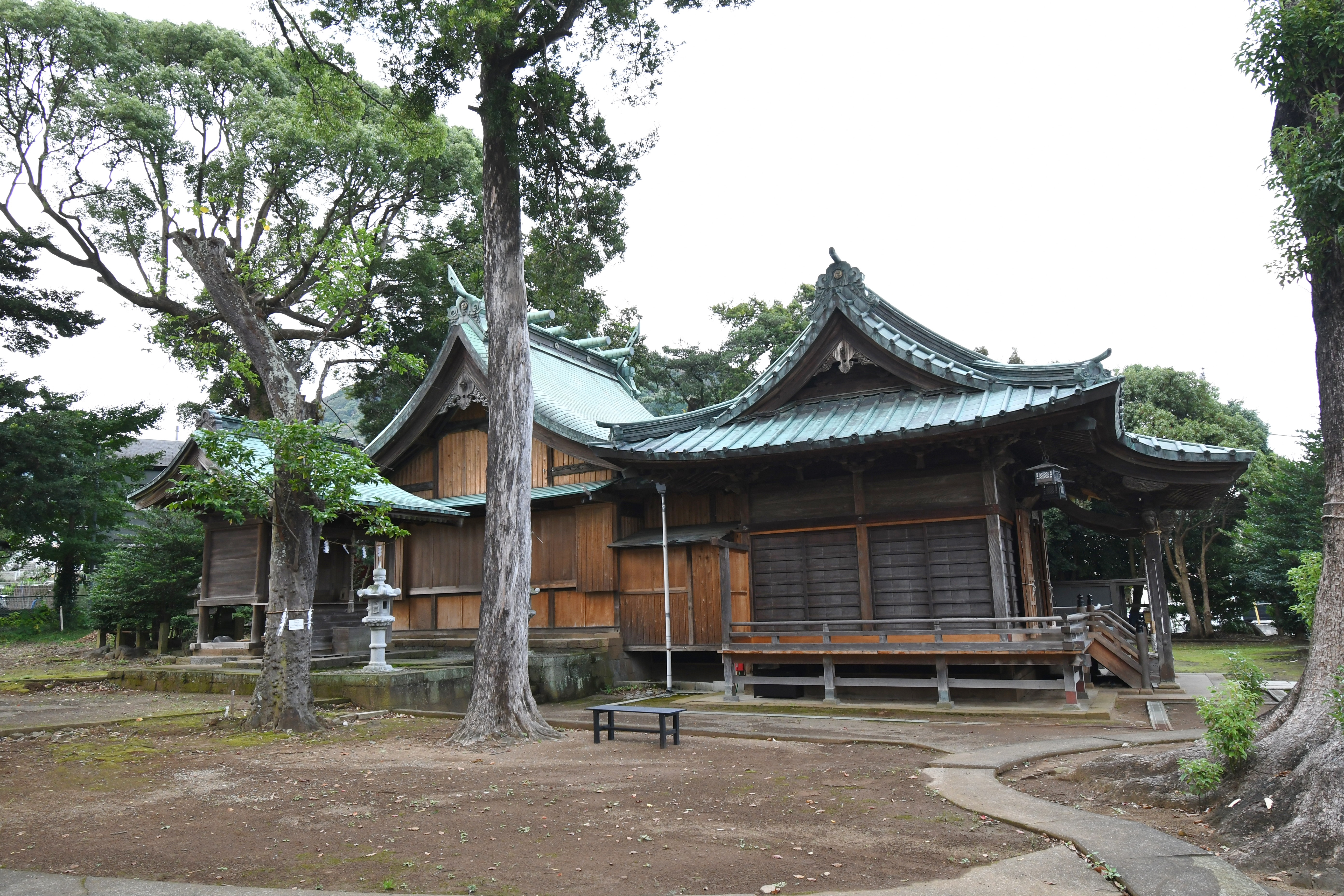
社殿
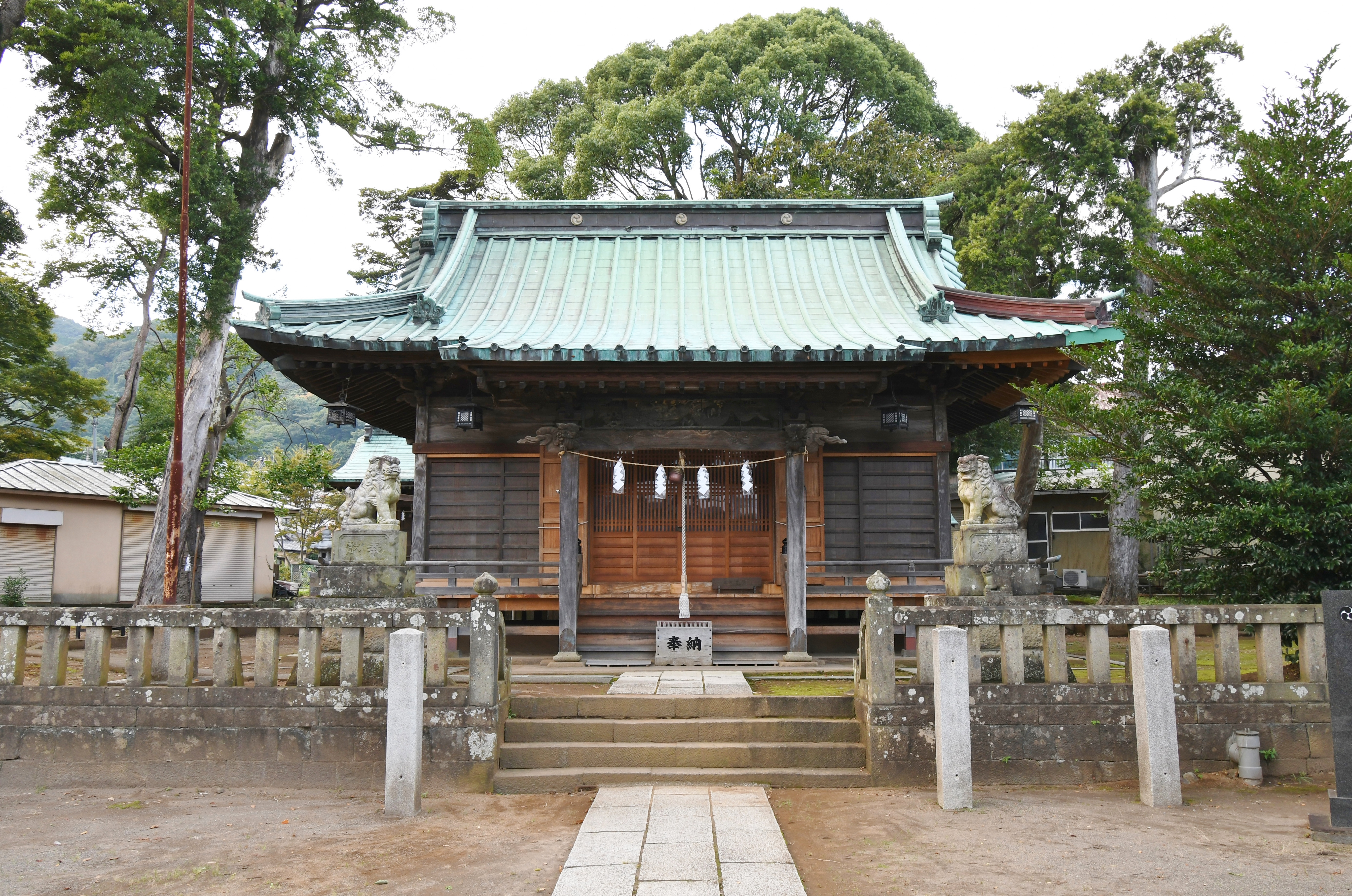
拝殿
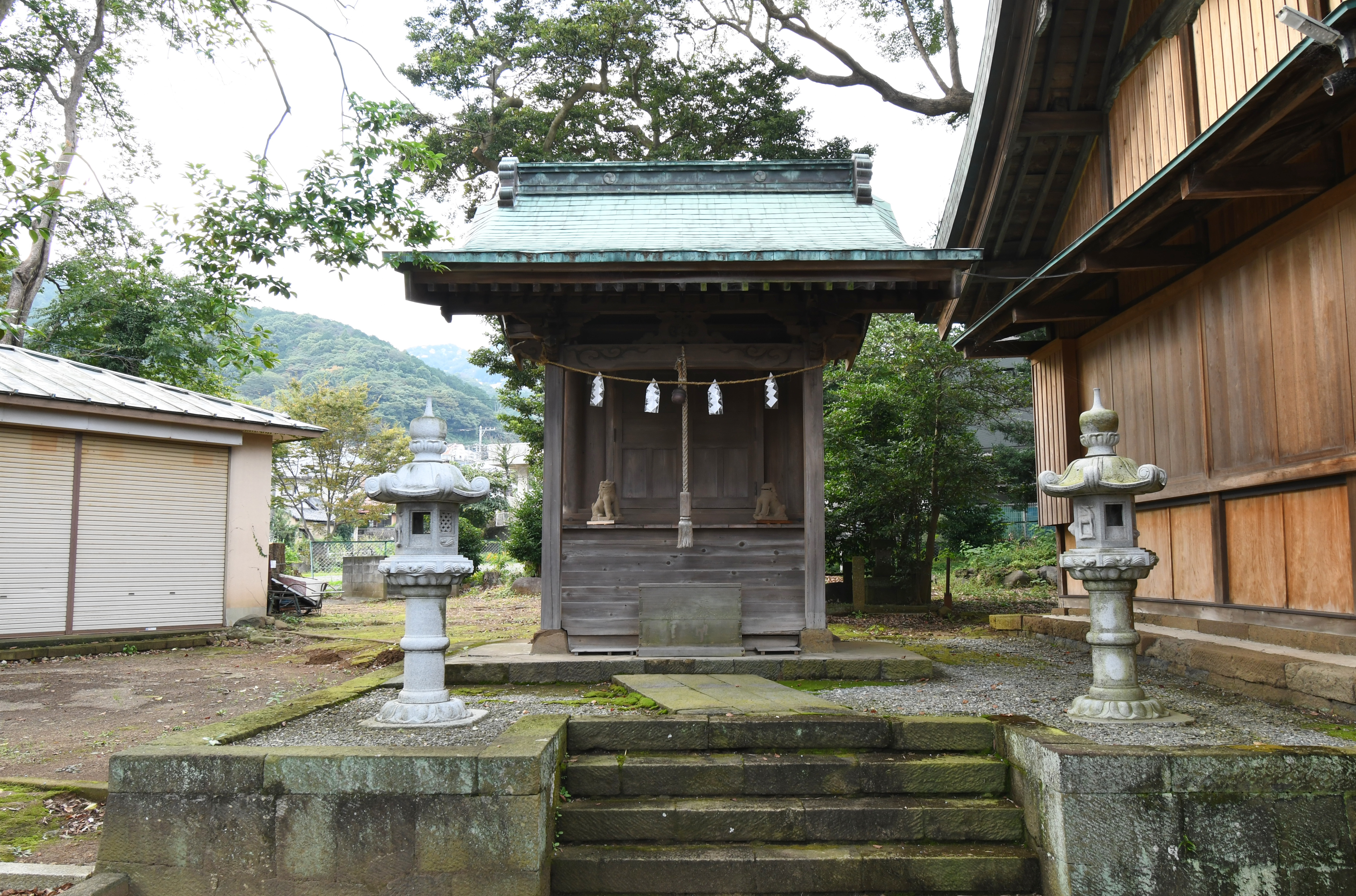
境内社
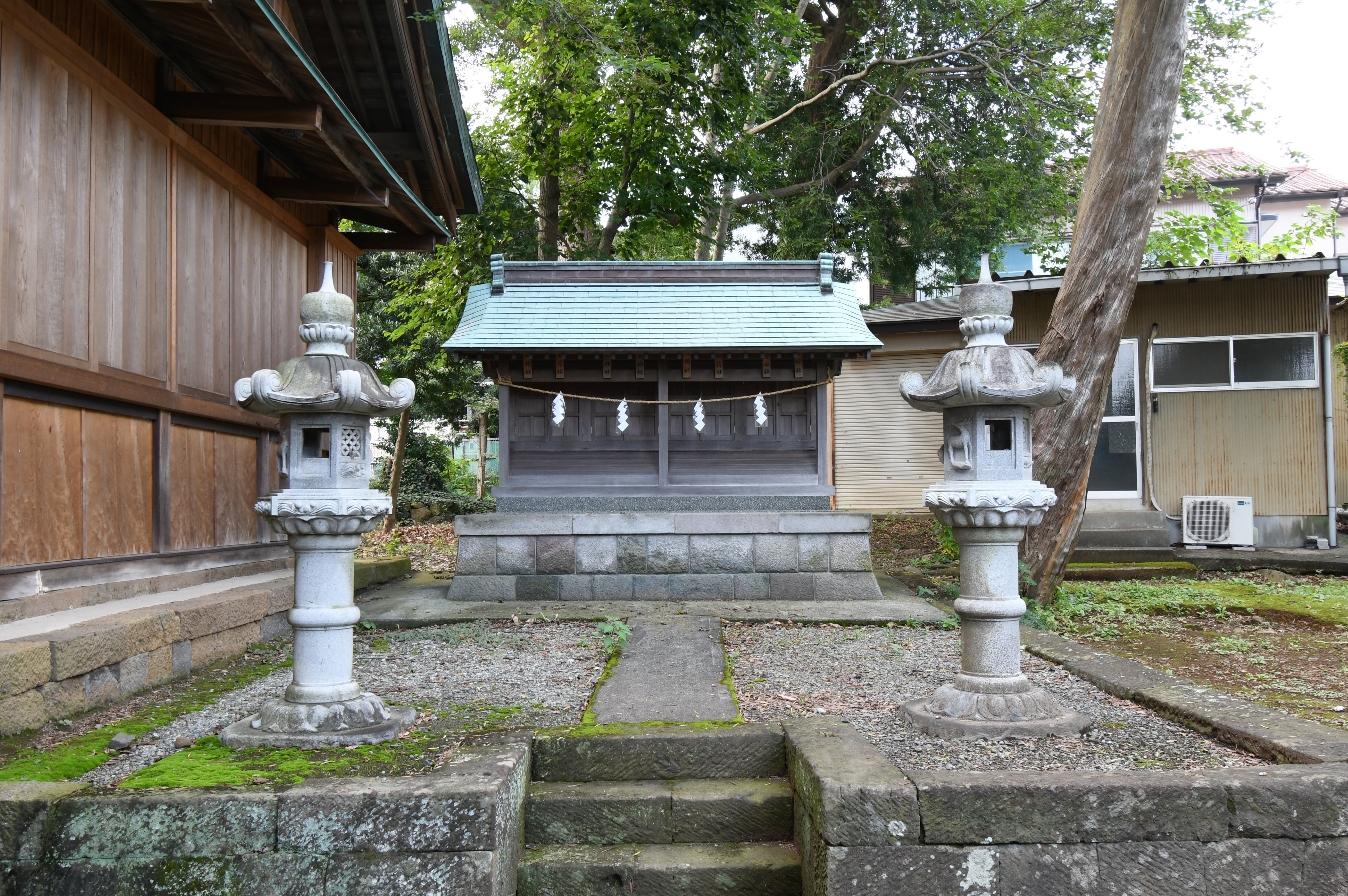
境内社
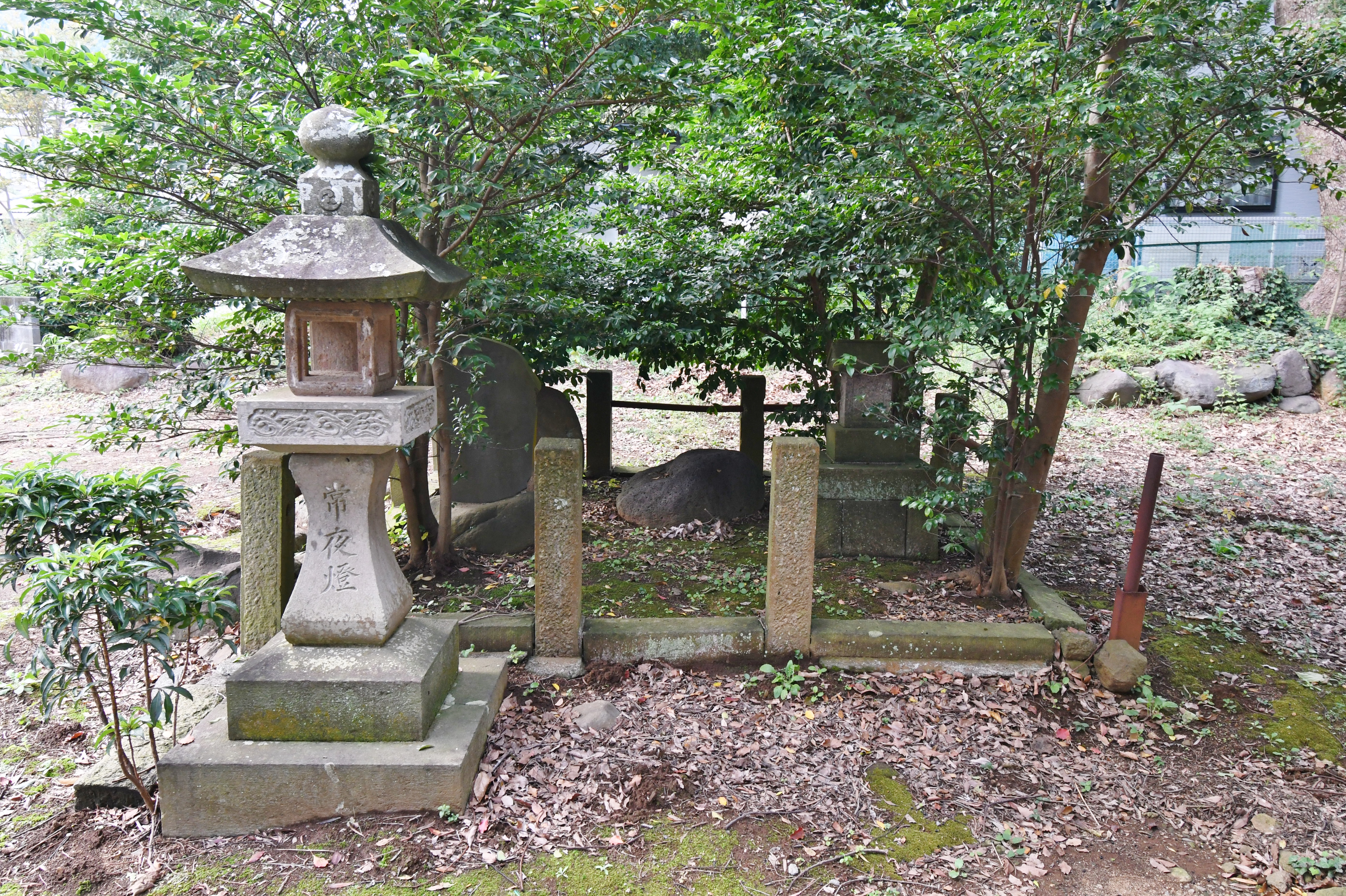
祭祀遺跡（上多賀宮脇遺跡）
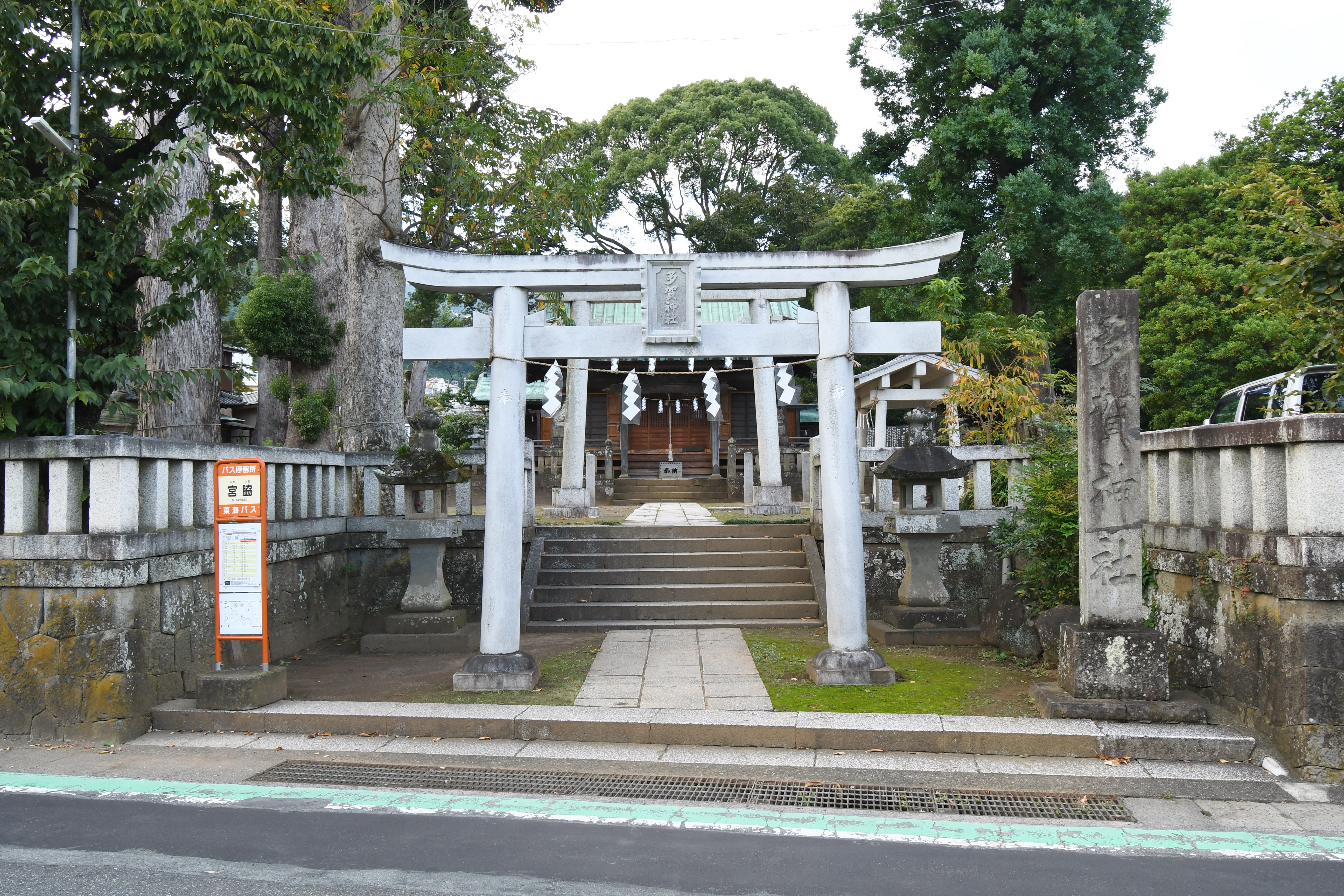
鳥居

## 文化財
- 多賀神社鹿島踊（熱海市指定無形民俗文化財）[3]

## 祭事
- 例大祭（7月28日〜29日）
  - 7月28日 - 宵宮祭神事、神幸行列、鹿島踊り、山車・神輿[4]。
  - 7月29日 - 本祭神事、神幸行列、鹿島踊り、御鳳輦の浜降り（戸又港）、還幸祭、山車・神輿[5]。

## 交通アクセス
- 伊豆多賀駅より徒歩10分。
- 東海バス : バス停「宮脇」